# 松平清宗
松平 清宗（まつだいら きよむね）は、戦国時代から江戸時代初期にかけての武将。徳川氏の家臣。松平清善の子。通称は與次郎、玄蕃允。竹谷松平家5代当主。

## 生涯
徳川家康に仕える。永禄5年（1562年）、今川氏から離反する家康に同調して、上ノ郷城攻略戦に参戦したとされるが、父・清善の事績に隠れて働きが見られない。永禄6年（1563年）、三河一向一揆鎮圧戦に参戦し、その武功から陽の目を見る。上ノ郷城攻略戦以降に家督を譲られたか。永禄7年（1564年）、家康による三河東部の拠点・吉田城攻略戦に参戦。龍拈寺口での戦闘では2ヶ所に被傷するも、首級5つを挙げる。
永禄11年（1568年）12月、家康が遠江国侵攻に参陣。
当時の三河軍団編成としては、西の中核・岡崎城に対し東の中核が吉田城であり、城代・酒井忠次の指示を仰ぐ東三河衆の中に竹谷松平家も組み込まれていた。そのため、遠江征服戦における家康の本隊は浜名湖東岸の曳馬城奪取を第1目標としたのに対し、酒井忠次ら東三河衆は浜名湖西岸の早期制圧が第1目標であった。 
元亀元年（1570年）6月29日、姉川の戦いに参戦。
天正3年（1575年）5月21日、長篠の戦いには酒井忠次の奇襲隊として参戦。天正10年（1582年）、家康の駿河国併呑後には興国寺城に2,000貫で配され、与力50人も付される。ただし、小牧・長久手の戦いには嫡子・家清ともども参戦せず、興国寺城に留まって相模国の後北条氏に備えていた。
天正18年（1590年）、小田原征伐に参陣。この時の徳川勢の陣立てとしては、家康本陣の前に「全備」。「全備」の前に「二の先手」、さらに前が「一の先手」。清宗の竹谷（もしくは興国寺）衆は「二の先手」7組の中に組み込まれ、7組の最左翼を務めた。
天正19年（1591年）、戦勝に伴う徳川家の関東への国替えに伴い、清宗は武蔵国児玉郡八幡山1万石の領主となる（厳密には八幡山藩の藩政を嫡男である家清の代わりに行っていた）。居城は雉岡城といわれ、8～9月頃の入封らしい。まず、入封後の施策としては、「本年中に領内へ転住してきた住民へは、来年の諸税免除」を約して領民の増加を図ったという。また、嫡子・家清への家督禅譲は、この八幡山領有時で入封後、間も無くしてからといわれる。
関ヶ原の戦い後は家清の転封先である三河吉田城で余生を送っていたが、慶長10年（1605年）に死去。一説に68歳と伝わる。戒名は龍興院華翁全栄。吉田城下には菩提寺・全栄寺が創建され、そこに葬られた。(現在は天桂院に墓碑がある)
子は家清の他に、清定がいた。嫡子・家清、孫の忠清に家康父子の偏諱を許されているのは、清宗が家康を積極的に支持し、数々の武勲を挙げてきたことに因るものと考えられている。